# Erythrina lanceolata
Erythrina lanceolata är en ärtväxtart som beskrevs av Paul Carpenter Standley. Erythrina lanceolata ingår i släktet Erythrina och familjen ärtväxter. Inga underarter finns listade i Catalogue of Life.